# سنگامنر
سنگامنر (به انگلیسی: Sangamner) یک منطقهٔ مسکونی در هند است که در بخش احمدنگر واقع شده‌است. سنگامنر ۷l نفر جمعیت دارد و ۵۴۹ متر بالاتر از سطح دریا واقع شده‌است.